# 荀闓
荀闿（3世纪—324年），字道明，中国西晋颍川郡颍阴县（今河南省许昌市）人，荀藩之子。
荀闿与兄荀邃齐名，晋惠帝时，齐王司马冏辟为大司马掾。京师称他为：“洛中英英荀道明。”八王之乱，司马冏被杀，众人不敢收尸安葬，荀闿与司马冏故吏李述等收葬司马冏，为时论所称道。永嘉之乱，与荀邃渡江，司马睿拜他为丞相军咨祭酒。晋元帝即位，任命他为右军将军，转任少府，历任侍中、尚书。封射阳公。太宁二年（324年）荀闿卒，追赠卫尉，谥定。其子荀达嗣位。荀闿与诸葛恢、蔡谟均字道明，故号称“中兴三明”。  